# Église Saint-Adalbéron de Wurtzbourg
L’église Saint-Adalbéron est une église catholique romaine de Wurtzbourg, dans le quartier de Sanderau, dont la paroisse comprend aussi l'église Saint-André.

## Histoire
Sanderau est le plus ancien des quartiers résidentiels construits en dehors du Ringpark au cours du XIXe siècle. Pendant longtemps, il n'y a pas d'église paroissiale adéquate pour la population croissante.
L’église Saint-Adalbéron est finalement construite de 1894 à 1899 sur la base de dessins de Franz Josef von Denzinger (de), le maître d'œuvre de la rénovation de la cathédrale, selon le goût de l'époque dans le historicisme néo-roman et est dédié à Adalbéron de Wurtzbourg. Le maître d'œuvre est l'architecte Joseph Schmitz (de), qui utilise principalement du calcaire coquillier de Franconie. Une basilique autoportante aux formes néo-romanes strictes (comprenant un transept, un octogone croisé et une impressionnante façade à deux clochers) est construite sur un site en terrasse.
L'église est gravement endommagée par le bombardement de Wurtzbourg le 16 mars 1945. Les autels comme l'autel Sainte-Marie des frères Rudolf (de), Heinz (de) et Matthäus Schiestl (de), le chemin de croix et d'autres œuvres d'art de valeur furent préservés. La restauration provisoire après 1946 ne peut être corrigée que dans les années 1980 et 1990 dans le cadre d'une restauration extensive. Le clocher de passage avec ses lucarnes et lanterne est restaurée dans son état d'origine. Les plafonds plats temporaires sont supprimés, de nouvelles voûtes, qui correspondaient à l'état d'origine, sont installées. En 1992 et 1993, les fenêtres d'église sans ornements existantes sont remplacées par de nouveaux vitraux conçus artistiquement par Vladimir Olenburg.

## Source
- (de) Cet article est partiellement ou en totalité issu de l’article de Wikipédia en allemand intitulé « St. Adalbero (Würzburg) » (voir la liste des auteurs).